# Jean Filiol
Jean Filiol nacido el 12 de mayo de 1909 en Bergerac y fallecido en 1975 en Milán, es un activista nacionalista francés, cofundador con Eugène Deloncle de la Cagoule en 1935.

## Biografía
En 1937, Jean Filliol fue sospechoso de participar en el asesinato de los hermanos Nello y Carlo Rosselli en Bagnoles-de-l'Orne por cuenta de Benito Mussolini, tras lo cual se refugió en Italia y luego en España.
Joseph Darnand, Secretario de Estado para el Mantenimiento del Orden y jefe de la Milicia, lo liberó a principios de 1944 y lo destinó a la Guardia Francesa de la Milicia en Limousin, poniéndolo nuevamente a cargo de los servicios de inteligencia. Jean Filiol torturó allí a combatientes de la Resistencia durante tres meses, dejando un terrible recuerdo en la región. Se refugió en Alemania con Jean de Vaugelas y participó en la creación del "maquis blanco" para reconquistar Francia.
Jean Filiol, refugiado en la España de Franco, fue condenado a muerte en ausencia.
Después de que la España de Franco rechazara su extradición en 1945, Jean Filiol se convirtió en empleado y luego gerente de la filial española de L'Oréal creada justo después de la guerra. Murió de muerte natural sin haber sido nunca preocupado. Se desconoce la fecha exacta de su muerte, pero fue anterior a la del general Franco, fallecido a finales de 1975.